# آلبرت میسی تامپسون
آلبرت میسی تامپسون (انگلیسی: Albert Meysey-Thompson; ۱۳ ژوئیهٔ ۱۸۴۸ – ۲۰ مارس ۱۸۹۴) بازیکن فوتبال، و وکیل دادگستری اهل پادشاهی متحد بریتانیای کبیر و ایرلند بود.
از باشگاه‌هایی که در آن بازی کرده‌است می‌توان به باشگاه فوتبال واندررز اشاره کرد.